# Jan Poels (veearts)
Jan Poels (Oostrum, 21 maart 1851 - Utrecht, 4 maart 1927) was een Nederlandse veearts en hoogleraar toegepaste bacteriologie en practische toepassing van sera en entstoffen, en de grondlegger van de Rijksseruminrichting te Rotterdam.
Poels werd geboren in Oostrum, gemeente Venray, en studeerde diergeneeskunde aan de Rijks Veeartsenijschool te Utrecht. In 1875 werd hij veearts en vestigde zich in het Utrechtse dorp Harmelen. Een jaar later trok hij naar het Rotterdamse Delfshaven. Hij had belangstelling voor de prille wetenschap van de bacteriologie.

## Bacterioloog
Nadat hij zich vestigde als veearts in Delfshaven nam Poels als pionier zelfstandig en uit eigen middelen de bacteriologie ter hand. Hij onderhield daarbij een uitgebreid netwerk van wetenschappelijke contacten. Eind 19e eeuw tastte men ten aanzien van de bestrijding van vele besmettelijke veeziekten nog grotendeels in het duister. De Nederlandse diergeneeskundige wetenschap van die tijd toonde ternauwernood belangstelling voor dit onderwerp.
In Rotterdam kon Poels als plaatsvervangend districts-veearts vanaf 1893 gebruikmaken van de faciliteiten van het gemeentelijk laboratorium waar bacteriologisch en serologisch onderzoek voor het Coolsingelziekenhuis en plaatselijke huisartsen werd gedaan en waar men ook voor vaccinaties terecht kon. Poels gaf daar ook een cursus bacteriologie.

## Rijksseruminrichting
Van de Nederlandse regering kreeg Poels een officiële opdracht ter bestudering van de kalverziekte. Zijn onderzoekingen hebben ertoe geleid, dat de bestrijding van deze ziekte met inzicht en enige zekerheid kon worden uitgevoerd.
In 1900 gaf de regering Poels de opdracht de varkensziekte te bestuderen en richtlijnen op te stellen voor bestrijding. Toentertijd maakte de ziekte jaarlijks duizenden slachtoffers. Driekwart van de besmette varkens stierf aan deze vlekziekte en dat leidde alleen al in Duitsland jaarlijks tot 4½ miljoen Mark schade. Poels legde in zijn rapportage uit waar de ziekte vandaan komt; wat de verschijnselen zijn; hoe deze met inrichting van stal, gezonde voeding, en inenting kan worden verkomen; en hoe ze te bestrijden.
In 1904 verklaarde de regering zich bereid tot de oprichting over te gaan van de Rijksseruminrichting te Rotterdam, de eerste van zijn soort in Europa. Poels werd hiervan de directeur. In 1910 werd hij ook directeur van het Gemeentelijk Bacteriologisch Laboratorium van Rotterdam.

## Hoogleraar
In april 1911 was Poels een van de oprichters van de Nederlandse Vereniging voor Microbiologie. Samen met de professoren Alexander Klein, Jan Gerard Sleeswijk en Martinus Willem Beijerinck (voorzitter), vormde hij het eerste bestuur.
In mei 1911 werd Poels zelf hoogleraar. Tot september 1923 was Poels buitengewoon hoogleraar in de toegepaste bacteriologie aan de Rijksuniversiteit Leiden. Hij was van september 1917 tot juli 1924 ook buitengewoon hoogleraar Practische toepassing van sera en vaccins aan de Veeartsenijkundige Hoogeschool te Utrecht.

## Onderscheidingen
Poels kreeg drie eredoctoraten: In 1895 van de Rijksuniversiteit Leiden; in 1921 van de Rijks Veeartsenijschool te Utrecht; en in 1925 van de Universiteit van Bern. In 1899 schonk de Friese Maatschappij van Landbouw hem de verguld-zilveren medaille en werd Poels per Koninklijk besluit benoemd tot ridder in de Orde van Oranje-Nassau. Later werd Poels Koninklijk onderscheiden als ridder in de Orde van de Nederlandse Leeuw en officier in de Orde van Oranje-Nassau.

## Publicaties
- Poels, J. (1899). Rapport over de kalverziekte in Nederland. Nijhoff, 's Gravenhage. In opdracht van de minister van Binnenlandse Zaken. 25 fig, 236 pp
- Poels, J. (1904). De vlekziekte der varkens. Van Langenhuysen, in opdracht van het Ministerie van Waterstaat, Handel en Nijverheid, afdeling Landbouw, digitaal beschikbaar via Delpher, 's-Gravenhage. 13 pp
- Poels, J. (1905). De varkensziekten in Nederland, 's-Gravenhage. or.hln. 328p. Met 21 platen in kleur.
- Poels, J. (1907). Mond- en klauwzeer. Van Langenhuysen, in opdracht van het Ministerie van Landbouw, Nijverheid en Handel, digitaal beschikbaar via Delpher, 's-Gravenhage. 16 pp
- Poels, J. (1909). Smetstofdragers. Tijdschrift voor Veeartsenijkunde. blz 59-92 (72/1018)
- Poels, J. (1910). Voorschriften ter bestrijding van het besmettelijk verwerpen van koeien. via Delpher. 9 pp
- Poels, J. (1910). De uierziekten van het rund, het schaap en de geit. Tijdschrift voor Veeartsenijkunde, 37, 789.
- Poels, J. (1911). Parasitismus, rede uitgesproken bij het aanvaarden van het ambt van buitengewoon hoogleraar in de toegepaste bacteriologie aan de Rijksuniversiteit Leiden.
- Poels, J. (1912). De arthritis bij de huisdieren inzonderheid de metastatische arthritis uit aetiologisch oog punt. TvV, 39, 905.
- Poels, J. (1915). Wat kan er gedaan worden ter beteugeling van het opbreken en het besmettelijk verwerpen van koeien. Vereniging tot ontwikkeling van den landbouw in Hollands Noorderkwartier. 30 pp
- Poels, J. (1915). De vlekziekte der varkens en hare bestrijding. Van Langenhuysen, 's-Gravenhage. 12 pp

- International Standard Name Identifier: 0000 0003 9305 3883
- Library of Congress Control Number: n84091415
- Nederlandse Thesaurus van Auteursnamen: 074060821
- Virtual International Authority File: 287198712